# Polychaos
Polychaos ist eine Gattung unbeschalter, amöboider Einzeller aus der Gruppe der Euamoebida.

## Merkmale
Die Arten der Gattung können sich aktiv fortbewegen, sie sind dabei meist polypodial, bilden also viele Scheinfüßchen (Pseudopodien) zur Bewegung aus, nur gelegentlich monopodial, dann mit einem knollenförmigen Uroid. Der hintere Teil der Zelle ist oft durch gebündelte, verwachsene Pseudopodienreste gekennzeichnet.
Die Zellen sind in der Regel 50 bis 400 Mikrometer lang. Der einzelne Zellkern ist kugel-, ei- oder becherförmig, häufig enthält er Körnchen. Das Zytoplasma enthält unregelmäßige, scheibenförmige oder bipyramidale Kristalle, manchmal als Paare oder Gruppen. Von einigen Arten sind Zysten bekannt.

## Verbreitung und Systematik
Alle Arten von Polychaos besiedeln Süßwasser. Typusart ist Polychaos dubium, die bei ihrer Erstbeschreibung 1916 ursprünglich zur Gattung Amoeba gestellt und 1926 dann in eine eigene Gattung gestellt wurde. Arten sind unter anderem:
- Polychaos dubium
- Polychaos fasciculatum
- Polychaos annulatum
- Polychaos timidum
- Polychaos nitidubium

## Nachweise
Fußnoten direkt hinter einer Aussage belegen die einzelne Aussage, Fußnoten direkt hinter einem Satzzeichen den gesamten vorangehenden Satz. Fußnoten hinter einer Leerstelle beziehen sich auf den kompletten vorangegangenen Absatz.
1. 1 2 3  Andrew Rogerson, David J. Patterson: The Naked Ramicristate Amoebae, In: John J. Lee, G. F. Leedale, P. Bradbury (Hrsg.): An Illustrated Guide to the Protozoa. Band 2. Allen, Lawrence 2000, ISBN 1-891276-23-9, S. 1040–1041 (englisch).